# Мізоцьке гето
Гето в Мізочі — єврейське гето часів Другої світової війни, створене в окупованому Німеччиною смт Мізоч.

## Історія
Євреї оселилися в Мізочі (їд. מיזאָטש) в XVIII ст. Деякі євреї емігрували під час Першої світової війни. Згідно з національним переписом 1921 року тут жило 845 євреїв. Містечко Мізоч між світовими війнами, як і багато інших в окупованій Польщею Волині, було населена українцями, євреями та поляками. У Мізочі була військова школа для курсантів-офіцерів польської армії, Карвіцький палац, готель Бармоча Фукса, католицька і православна церкви, і синагога. Найближчим великим містом було Рівне..

## Гето
Після переходу під контроль СРСР у вересні 1939 року Мізоч було захоплено Вермахтом в ході нападу на СРСР 1941 року. Близько 300 євреїв втекли з частинами Червоної армії.